# نور القاسم
نور القاسم عازفة بيانو كلاسيكية وناشطة ثقافية بحرينية. تم اعتبارها إحدى أكثر نساء البحرين نجاحا في مجال الفنون والموسيقى من قبل المجلس الأعلى للمرأة لعام 2006.

## نشأتها
ولدت نور القاسم في المنامة عاصمة مملكة البحرين. وهي تقيم في فيينا، عاصمة العالم للموسيقى. وقد اشتهر اخوتها وعائلتها في الطب والجراحة وهي الشقيقه الصغرى ولم تتوجه لمجال الطب.
بدأت العزف على البيانو في سن الرابعة، وتلقت أول دروس البيانو في البحرين تحت اشراف العديد من الاساتذه من بينهم؛ البروفيسوره روميانا غانوفا (بلغاريا) التي كانت الشخص الأكثر تأثيرا في شغف نور للبيانو وخاصة موسيقى فريدريك شوبان. وفي مرحلة لاحقة، واصلت تعليمها تحت إشراف الدكتورة ميغلينا أبوستولوفا- بلغاريا.
تلقت تعليمها في النظريات الموسيقيه، الانسجام والكونتربوينت، تحليل الموسيقى، الصولفيج، تاريخ الموسيقي، الصوتيات، علم الألات الموسيقيه، موسيقى الحجرة، مرافقة البيانو، فضلا عن العديد من المواضيع الأخرى قبل أن تقرر مواصلة تعليمها في أوروبا. تم قبولها في المعهد العالي للموسيقى في باريس، والكنسرفتوار الملكي في بلجيكا، إلا أنها اختارت أن تدرس في كونسرفتوار فيينا للموسيقى والفنون الدرامية في النمسا تحت اشراف البروفيسور رالف هايبر (ألمانيا) والبروفيسوره سومي شو (كوريا الجنوبية) وقبلت من بين عدد قليل من الطلاب من جميع أنحاء العالم في الكنسرفتوار بعد اجتياز امتحان القبول.
تخرجت من الكلية الجامعيه الكندية في البحرين في عام 2005 والتي اسست بالتعاون مع جامعه مك ماستر في تورونتو وحصلت على درجة البكالوريوس في علوم إدارة الأعمال والإدارة مع تخصص القانون التجاري. عملت كمستشارة قانونية لشركات استشارية رائدة مثل إرنست ويونغ، وديلويت وكي بي ام جي قبل أن تنتقل إلى فيينا.
في عام 2000 فازت بالجائزة الأولى في مسابقة الموسيقى التي تنظمها وزارة التربية والتعليم للمدارس الثانوية في البحرين، وتم اختيارها لتمثيل البحرين في عمان الأردن في مهرجان الفنون التي تنظمها مؤسسة الملكة نورالحسين. في عمان فازت بجائزة التميز وتم تكريمها من قبل الملكة نور الحسين نفسها.
لاحقا تم اختيارها بشكل مستمر من قبل وزارة الثقافة لأخذ دروس مع عازفة البيانو الألمانية إيزابيل هوهاجه، وبعد ذلك دعيت لأداء حفلات في مهرجانات البحرين الدولية للموسيقى باستمرار.

## التعليم
حصلت على شهادة البكالريوس في الإدارة وإدارة الأعمال عام 2005 من البحرين ثم حصلت على شهادة المرحلة الجامعية في البيانو عام 2011 ثم شهادة الدراسات العليا في البيانو عام 2013 من النمسا. حصلت على الرخصة النمساويه العليا تخصص الأداء والعزف على البيانو في عام 2018 من النمسا.
بين عامي 2012 و 2013 حصلت على فرصة الدراسة في سلوفاكيا في أكاديمية يان ألبيرشت للموسيقى والفنون لدراسة فلسفة الموسيقى وجماليات الفنون، إلى جانب البيانو تحت اشراف البروفسوره فيرونيكا لوفرانوفا لاكوفا، البروفيسور إيغون كراك، البروفيسوره سوزانا مارتيناكوفا والبروفيسور سفاريك (سلوفاكيا).
تخرجت من كنسرفتوار فيينا للموسيقى والفنون الدراميه في عام 2018 تحت اشراف البروفيسوره النمساويه اليزابيث بولمان وحصلت على الرخصة النمساوية للدراسات العليا في البيانو / تخصص الأداء. كما أنها حاصله على درجة الماجستير في قانون الاتحاد الأوروبي وإدارة المشاريع وتكتب مقالات حول الشؤون الأوروبيه في جريدة البلاد بشكل مستمر.

## الأداء الدولي
في عام 2010 فازت بالجائزة الأولى في مسابقة شوبان في البحرين التي نظمها منظمة شوبان في وارسو في بولندا بمناسبة الاحتفالات بالذكرى ال 200 لميلاد شوبان ودعيت للتنافس في مسابقة شوبان الدولية في الخليج التي أقيمت في الكويت وحصلت على جائزة التمييز وجوائز خاصة. لاحقا دعيت من قبل محكم المسابقة عازف البيانو البولندي بافيل كوفالسكي لاخذ دروس البيانو معه.
بين العامين 2002 و 2011، حصلت على عقود مع وزارة الثقافة لتقديم امسيات موسيقيه كلاسيكيه وقد شاركت مع أوركسترا الاتحاد الأوروبي لموسيقى الحجرة مع مايسترو ماتياس فولونغ؛ وأوركسترا مينسك البيلاروسيه لموسيقى الحجرة مع المايسترو يوجين أوسنوفيتش؛ كما كلفت بتقديم أعمال فنيه معينه وعملت مع أوركسترا البحرين مع المايسترو خليفة زيمان فضلا عن ثنائي القانون والبيانو مع العازفه الأذربيجانيه خمار ألاكباروفا؛ وعازف البيانو اللبناني وسيم قيسي.
عملت بقرب مع منظمة اليونسكو في باريس في مختلف المشاريع الثقافية، وشاركت في المهرجانات الموسيقية مثل مهرجان البيانو مالاجا في إسبانيا في عام 2003، ومهرجان البيانو أمستردام في عام 2003، منتدى البيانو في إسطنبول في عام 2009، مهرجان أصيله الثقافي الدولي في المغرب في عام 2006 و 2018، أيام البحرين الثقافية في الإمارات (أبو ظبي ودبي) في عام 2004.
كما تلقت دعوات خاصة من صاحبة السمو الملكي الملكة سبيكه آل خليفة لعزف البيانو في قصر الصافرية في البحرين بحضور سعادة السيدة سوزان مبارك. وقد تم تكريمها من قبل المجلس الأعلى للمرأة البحرينية لأنشطتها في دعم قضايا تمكين المرأة.
في عام 2014، دعيت لعزف البيانو في دار الأوبرا الملكية في مسقط في عمان في يوم المرأة العمانية وتلقت نقد إيجابي من وسائل الإعلام العمانية والصحافة والتلفزيون وكرمتها وزيرة التعليم العالي في عمان سعادة الدكتوره راويه بنت سعود البوسعيديه.
خلال السنوات القليلة الماضية، قامت بتاسيس مشروع «الصوت والحركة» وتعمل على تصميم موسيقى البيانو للباليه. كما أنها تعمل بانتظام مع راقصين التانغو ومصممي الرقصات. ومن الجدير بالذكر أيضا أنها أكملت برنامج الموسيقى والحركة والكريوغراف بتوجيه من البرتو روساس روندينلي (بيرو) ومدربة الباليه بريجيت روساس روندينلي (النمسا).
لديها شغف للأدب الإنجليزي وخاصة مسرحيات وليام شكسبير كما درست خلال طفولتها الأدب الإنجليزي. كما أنها مهتمة بالكتابة في الصحف والمنتديات، فضلا عن العمل كناشط ثقافي. وتعمل لدى الأمم المتحدة في فيينا. وهي تتحدث العربية والإنجليزية والألمانية بطلاقة وكذلك الفرنسية وتتعلم اللغة الروسية والسلوفاكيه. وهي حاصلة على زمالة الكلية الملكية للموسيقى في المملكة المتحدة.

## الدفاع عن مارسيل خليفه
في عام 2006 إحتج البرلمان البحريني على عمل «مجنون ليلى» للموسيقار اللبناني مارسيل خليفه، ونقد بشده الرقص والأزياء في العمل. تضامن الموسيقيون والمثقفون البحرينيون وتظاهروا في أمسية موسيقيه تضامنا مع الموسيقار مارسيل خليفه وحرية التعبير للفنان. وقامت نور القاسم بالعزف على البيانو بحضور مارسيل خليفه شخصيا ووزيرة الثقافة الشيخه مي بنت محمد ال خليفه.

## الأمسيات في مملكة البحرين
- أنا وشوبان (2004)
- كلاسيكيات العربية (2006)[10][11]
- هارمونيات شرقية - الفولكلور الأذري (2009)[12][13][14]
- شاعر البيانو- فريدريك شوبان (2010)[15][16][17]
- أمواج من البحر المتوسط الى الخليج العربي - مع أوركسترا فيلارمونيكا ديل ميديتيرانيو الإيطاليه بقيادة المايسترو الإيطالي جيسيبي مونوبولي (2024)[18][19][20][21][22][23][24]

## الأداء الدولي
- دار الأوبرا السلطانية في مسقط 2014[25][26][27][28][29][30][31][32][33][34][35]
- دار أوبرا الكويت مركز الشيخ جابرالأحمد الثقافي 2019
- ايربار سال في فيينا النمسا بشكل مستمر
- مهرجان أصيله الثقافي سنة 2006 و 2018[36][37][38][39]
- مهرجان ربيع الثقافه - تم تقديم الأمسيه في مدينة فيينا في قاعة كارل بورومويس في يوم المرأه العالمي[40][41]
- اليونسكو في باريس-فرنسا بشكل مستمر
- مهرجان مالاجا -اسبانيا 2003
- مهرجان البيانو الدولي أمستردام هولندا 2003
- منتدى البيانو إسطنبول تركيا 2009
- سلوفاكيا بانسكا شتيافنتسا وبيشتاني 2011
- اوركسترا الاتحاد الأوروبي بقياده المايسترو الألماني ماتياس فولونج 2002
- أوركسترا منسك لموسيقى الحجرة بقيادة المايسترو البيلاروسي يوجين أوسنوفيتش 2006
- مهرجان أيام البحرين الثقافيه في دولة الإمارات العربيه المتحده أبوظبي ودبي عام 2005[42]
- مسابقه شوبان في البحرين حيث فازت بالمركز الأول وفي الكويت حيث فازت بجائزه شوبان وجائزه أفضل عازفة بيانو

## التدريس الدولي
عملت كأستاذه معيده في كونسرفتوار فيينا لمده 11 سنه حيث كانت استاذه اله البيانو والنظريات الموسيقيه والصولفيج وتاريخ الموسيقى. ثم دعيت للعمل في مركز الشيخ جابر الأحمد الثقافي بدار اوبرا الكويت لمدة سنه كأستاذة الصولفيج والنظريات والبيانو وتنسيق المناهج الموسيقيه.

## المشاريع
مشروع الصوت والحركة وتصميم الكوريوغراف مع المصمم البيرواني ألبيرتو روساس روندينيللي والنمساويه بريدجيت روساس روندينيللي لتصميم موسيقى الكوريوغراف لراقصين التانجو والباليه والرقص الحر الحديث. كذلك، فهي تمثل بلدها لدى المجلس الدولي لتقاليد الموسيقى التابع لليونسكو حيث أنها تولي إهتماما كبيرا للبحوث العلميه ونشرها. تم إختيارها للعزف في أوركسترا الأرض مع المؤلف البريطاني جورج فينتون الحائز على جائزة البافتا و مؤلف موسيقى أفلام هوليوود الكلاسيكيه، وتم تسجيل مقطوعة Together is beautiful في إستوديوهات يونيفيرسال ميوزيك

## القضايا[57]
- مكافحة التمييز
- الأطفال والتعليم[58]
- زيادة تعليم الموسيقي[58]
- الديمقراطية وتمكين المرأة وحقوق المرأة[2][59][60]
- الفنان وحرية التعبير[59]

## الإعلام
- قام بكتابة سيرتها الكاتب المخضرم إسحاق الشيخ يعقوب في كتابه: «وجوه في مصابيح الذاكرة» الذي نشره دار الفارابي في بيروت في لبنان في نيسان عام 2014.[61]
- ذكرت سيرتها في كتاب «عندما التقيت بالنجوم» للكاتبه فاطمه المبارك.[62]
- ذكرت في إذاعة مونت كارلو[60] ووكالة فرانس برس[63] وإذاعة ريفر ويست الأمريكيه[64] وجريدة الأنباء الكويتيه[65] وجرائد البحرين في صحيفة الأيام[40] وأخبار الخليج[66] والوسط[12] والوطن[62] وفي تلفزيون البحرين وتلفزيون النمسا قناة أوكتو[67] وجرائد عمان[68] والمغرب[39] وغيرها من الصحف محليا [69] وعالميا.[70]